# Cernay-l'Église
Cernay-l'Église è un comune francese di 268 abitanti situato nel dipartimento del Doubs nella regione della Borgogna-Franca Contea.

## Società

### Evoluzione demografica
Abitanti censiti